# Taikako
Taikako is een bestuurslaag in het regentschap Kepulauan Mentawai van de provincie West-Sumatra, Indonesië. Taikako telt 2919 inwoners (volkstelling 2010).